# Mehmet Dërralla
Mehmet Rushdi Dërralla pasa (nevének ejtése mɛhmɛt dəɾaɫa; Gradec, 1847 – Podgorica, 1918) albán katonatiszt, politikus. Az albán nemzeti függetlenségi mozgalom, majd a nemzetállammá válás fegyveres felkeléseinek jeles alakja, 1912–1913-ban Albánia első hadügyminisztere volt.
Nevének további ismert változatai: Mehmet Derralla, Mehmet Dralla, Mehmet Kalkandeleni.

## Életútja
Apja, Hasan Dërralla Kalkandelen környéki nagybirtokos, a korai albán nemzetiségi mozgalmak ismert alakja volt. A fiatal Derralla üszküpi és manasztiri tanulmányait követően konstantinápolyi katonai tanintézetek hallgatója volt. Az oszmán hadseregben kezdte meg katonai karrierjét, s egészen a tábornoki rangig vitte, elnyerve a pasai címet is. Magas katonai tisztségeket töltött be Bagdadban, Aleppóban és Szalonikiben, majd a mai Macedónia területére helyezték át. Az albán függetlenségi mozgalom kiteljesedésével, a Prizreni Liga 1878-as megalakításával katonai pályáját elhagyva a független Albánia ügyének szentelte életét. 1881-ig, a liga szétveréséig Sulejman Vokshi legközelebbi harcos- és munkatársai közé tartozott.
Később aktívan kivette részét az 1899-ben alapított Pejai Liga tevékenységéből. A szervezetet az oszmán hatóságok 1900-ban szétverték, Dërrallát börtönbe vetették, majd Irakba deportálták. Száműzetéséből csak 1908-ban, az ifjútörökök által meghirdetett általános amnesztiát követően térhetett vissza szülőföldjére. 1910 és 1912 között prominens alakja, szervezőegyénisége volt a Porta-ellenes fegyveres felkeléseknek, s egyik parancsnoka lett az első Balkán-háború idején harcoló koszovói albán redifalakulatnak. Harcolt az albán területeket elfoglaló szerb és montenegrói erők ellen is, legfőképpen a Fehér- és a Fekete-Drin vidékén.
1912. november 28-án részt vett az Albánia függetlenségét deklaráló vlorai nemzetgyűlésen. Ismail Qemali, a november 29-én felálló első nemzeti kormány vezetője Dërrallát tette meg hadügyminiszterének, egyes források szerint csupán azért, mert a kiszemelt Isa Boletini nem vállalta el a posztot, más források szerint pedig éppen Boletini tanácsára. Hosszú időt nem tölthetett el ebben a pozícióban, mert 1913 augusztusában már Boletini volt Albánia hadügyminisztere.
1916-ban, az első világháború harcaiban a szerbek elfogták és börtönbe vetették Dërrallát előbb Belgrádban, majd Podgoricában. Ez utóbbi helyen halt meg tisztázatlan körülmények között, egyes feltételezések szerint megmérgezték.